# Madagascar (Schiff)
Die Madagascar war eine Dreimast-Blackwall-Fregatte, die 1837 auf der Blackwall Werft in London gebaut wurde für George und Henry Green. Die Green Familie blieb die Eigentümerin bis auf ein Achtel, die der erste Kapitän des Schiffs  William Harrison Walker hielt. Die Madagascar war das zweite Schiff dieses Typs, nach der Seringapatam.
Bis 1852 diente sie als Passagierschiff und Truppentransporter zwischen Großbritannien und Indien. Das Schiff hatte stets viele Seekadetten an Bord, die als Offiziere für die Handelsmarine ausgebildet wurden. Es war für seine Schnelligkeit bekannt und schaffte einmal die Strecke vom Kap der Guten Hoffnung bis in den Kanal in 43 Tagen.
1853 wurde sie im Rahmen des ersten australischen Goldrauschs als Passagierschiff nach Australien eingesetzt. Kapitän war (seit 1852) Fortescue William Harris (geboren 1821). Sie verließ Plymouth am 11. März und kam in Melbourne am 10. Juni an. Im Hafen schlossen sich 14 Mann der 60-köpfigen Besatzung  dem Goldrausch an und der Kapitän konnte nur etwa drei Mann Ersatz im Hafen bekommen. Das Schiff sollte beladen mit Wolle, Reis und zwei Tonnen Gold an Bord sowie 110 Passagieren im August zurück nach London segeln. Das Gold hatte damals einen Wert von rund 290.000 Pfund Sterling.
Kurz vor dem Auslaufen kam die Polizei an Bord und verhaftete den Buschräuber (Bushranger) John Francis. Später stellte sich heraus, dass er einer derjenigen war, die am 20. Juli den Goldtransport zwischen dem McIvor Goldfeld in Heathcote (Victoria) und Kyneton überfallen hatten (und dabei rund 2200 Unzen Gold und Bargeld erbeuteten, von denen das meiste verschwunden blieb). Er entkam später nur dem Galgen, indem er gegen seine Komplizen aussagte. Am nächsten Tag wurden zwei weitere Verdächtige verhaftet, einer an Bord, der andere im Begriff an Bord zu gehen. Die Passagiere wurden verhört, da man weitere Verdächtige suchte. Es konnten aber keine weiteren mit dem Goldraub in Verbindung gebracht werden, auch wenn sich bei vielen im Gepäck eine beträchtliche Menge Goldstaub fand. Erst am 12. August konnte die Madagascar auslaufen. Nachdem sie Port Phillip passiert hatte, wurde sie nie wieder gesehen. Auch keine Überreste wurden gefunden. Etwa 150 Menschen wurden seither vermisst.
In der Folge gab es zahlreiche Gerüchte und Spekulationen über den Verbleib des Schiffes und seiner Goldladung. Zum Beispiel wurde eine Kollision mit einem Eisberg oder eine spontane Entzündung der mitgeführten Wolle vermutet und es wurde sogar spekuliert, dass Meuterer sich der Goldladung bemächtigt und die Passagiere und Besatzung ermordet hätten. Diese Version fand auch in verschiedenen Romanen und Erzählungen ihren Niederschlag, zuerst in dem Roman der Frau des französischen Konsuls in Melbourne, Céleste de Chabrillan Les voleurs d´or (1857), einigen Fortsetzungsromanen im Australian Monthly Magazine 1866 und 1867 und in Frank Fowler Adrift, or The Rock in the South Atlantic von 1861.
Basil Lubbock erzählt in seinem Buch The Blackwell Frigates, dass eine Frau in Neuseeland auf ihrem Totenbett behauptete, als Kindermädchen auf der letzten Fahrt der Madagascar mitgefahren zu sein. Das Schiff wäre einer Meuterei zum Opfer gefallen. Die Meuterer hätten mit einigen jungen Frauen und dem Gold das Schiff im Südatlantik verlassen und es in Brand gesteckt. Nur wenige hätten allerdings Brasilien erreicht, hätten das Gold bei der Landung in der Brandung verloren und wären dort auch bis auf zwei (von denen einer später in San Francisco wegen Mordes gehängt wurde) und die Zeugin selbst durch Gelbfieber und andere Gefahren ums Leben gekommen.